# Arman Kamixev
Arman Gabidullovitx Kamixev (en rus: Арман Габидуллович Камышев) (Astanà, 14 de març de 1991) és un ciclista kazakh. Professional des del 2012, actualment a l'equip Team Astana. Del seu palmarès destaca el ZLM Tour de 2010, i el Campionat nacional en ruta de 2016.

## Palmarès
- 2008
  - Vencedor d'una etapa del Tour de l'Abitibi
  - Vencedor d'una etapa als Tres dies d'Axel
- 2009
  - Campió d'Àsia júnior en ruta
- 2010
  - 1r al ZLM Tour
- 2011
  - Vencedor d'una etapa del Gran Premi ciclista de Saguenay
- 2012
  - 1r al Gran Premi ciclista de Saguenay i vencedor de 2 etapes
  - Vencedor d'una etapa de la Volta a Bulgària
  - Vencedor d'una etapa de la Volta a la Independència Nacional
  - Vencedor d'una etapa del Giro de la Vall d'Aosta
- 2014
  - Vencedor d'una etapa del Tour de Hainan
- 2016
  -  Campió del Kazakhstan en ruta